# (36784) 2000 SU11
2000 SU11 (asteroide 36784) é um asteroide da cintura principal. Possui uma excentricidade de 0.19862390 e uma inclinação de 2.25259º.
Este asteroide foi descoberto no dia 20 de setembro de 2000 por LINEAR em Socorro.